# ميتشيل مان
ميتشيل مان (بالإنجليزية: Mitchell Mann)‏ هو لاعب سنوكر بريطاني، ولد في 26 ديسمبر 1991 في برمنغهام في المملكة المتحدة.

## وصلات خارجية
- ميتشيل مان على موقع CueTracker.net (الإنجليزية)
- ميتشيل مان على موقع بطولة العالم للسنوكر (الإنجليزية)

- ميتشيل مان على موقع IMDb (الإنجليزية)